# Antipatros de Sidon
Pour les articles homonymes, voir Antipater.
Antipatros de Sidon (en grec ancien : Ἀντίπατρος / Antipatros) - ou Antipatros Sidônios, ou Antipater de Sidon, dans les anthologies - est un poète de Sidon en Phénicie de la seconde moitié du IIe siècle av. J.-C., de langue grecque.

## Notice historique
Il est l'auteur d'épigrammes et d'une épitaphe pour la poétesse Sappho, dans lequel il déclare qu'elle est morte de mort naturelle et qu'elle a été ensevelie dans sa patrie. Cicéron le décrit comme un brillant épigrammiste, mais quelque peu porté à l'imitation. On lui attribue généralement — ainsi qu'à Hérodote, Callimaque de Cyrène, Philon de Byzance, Diodore de Sicile et Strabon — la liste des Sept Merveilles du monde.
Il a rédigé l'une des premières versions de la liste des Sept Merveilles du monde, dans un poème datant d'environ 140 av. J.-C. :

« J'ai posé les yeux sur le rempart de la vaste Babylone surmontée d'une route pour les chars, sur la statue de Zeus par Alphéos, sur les jardins suspendus, sur le Colosse du Soleil, sur l'énorme travail des hautes pyramides, sur le vaste tombeau de Mausole ; mais quand je vis la maison d'Artémis s'élevant jusqu'aux nuages, ces autres merveilles perdirent leur éclat, et je dis « hormis l'Olympe, jamais le Soleil ne vit si grande chose ». »

## Œuvres
- Épigraphe